# Phoma sydowii
Phoma sydowii är en lavart som beskrevs av Boerema, Kesteren & Loer. 1981. Phoma sydowii ingår i släktet Phoma, ordningen Pleosporales, klassen Dothideomycetes, divisionen sporsäcksvampar och riket svampar.   Inga underarter finns listade i Catalogue of Life.